# Жджарка
Жджарка, або Зджарка (пол. Żdżarka) — село в Польщі, у гміні Ганськ Володавського повіту Люблінського воєводства. Населення — 67 осіб (2011).

## Історія
У XVII столітті вперше згадується церква в селі. 1816 року зведено нову церкву.
У 1943 році в селі мешкало 345 українців та 33 поляки.
У 1975—1998 роках село належало до Холмського воєводства.

## Населення
Демографічна структура станом на 31 березня 2011 року:
|          | Загалом | Допрацездатний вік | Працездатний вік | Постпрацездатний вік |
| -------- | ------- | ------------------ | ---------------- | -------------------- |
| Чоловіки | 39      | 4                  | 30               | 5                    |
| Жінки    | 28      | 4                  | 14               | 10                   |
| Разом    | 67      | 8                  | 44               | 15                   |